# Wandering Shire
Koordinaten: 32° 41′ S, 116° 40′ O

Das Shire of Wandering ist ein lokales Verwaltungsgebiet (LGA) im australischen Bundesstaat Western Australia. Das Gebiet ist 1901 km² groß und hat etwa 440 Einwohner.
Wandering liegt im westaustralischen „Weizengürtel“ im Westen des Staates östlich des Albany Highway etwa 110 Kilometer südöstlich der Hauptstadt Perth. In dem Gebiet liegen unter anderem folgende Orte: Wandering, Bannister, Codjatotine, Dwarda, North Bannister und Pumphreys Bridge. Der Sitz des Shire Councils befindet sich in der Ortschaft Wandering mit etwa 300 Einwohnern (2016).

## Verwaltung
Der Wandering Council hat sechs Mitglieder. Sie werden von allen Bewohnern der LGA gewählt. Wandering ist nicht in Bezirke unterteilt. Aus dem Kreis der Councillor rekrutiert sich auch der Ratsvorsitzende und Shire President.